# Bielawa
Bielawa (in slesiano Bjelawa, in tedesco Langenbielau) è una città polacca del distretto di Dzierżoniów nel voivodato della Bassa Slesia.
Ricopre una superficie di 36,21 km² e nel 2007 contava 31 197 abitanti.
La città fu fondata nel Medioevo durante il regno della dinastia Piast a Polonia.

## Monumenti storici
- Chiesa dell'Assunzione della Beata Vergine Maria (Kościół Wniebowzięcia Najświętszej Maryi Panny), una delle chiese più alte della Polonia
- Chiesa del Corpus Domini (Kościół Bożego Ciała)
- Chiesa dello Spirito Santo (Kościół Ducha Świętego)
- Palazzo (Pałac w Bielawie)
- Maniero a Bielawa (Dwór w Bielawie), rinascimento
- Pensione Leśny Dworek
- Parco del sanatorio (Park sanatoryjny)
- Casa della cultura
- Museo (Bielawska Placówka Muzealna)
- Hotel Dębowy
- Vecchie stazioni di pompaggio dell'acqua
- Vecchie fabbriche e torri d'acqua
- Vecchie case

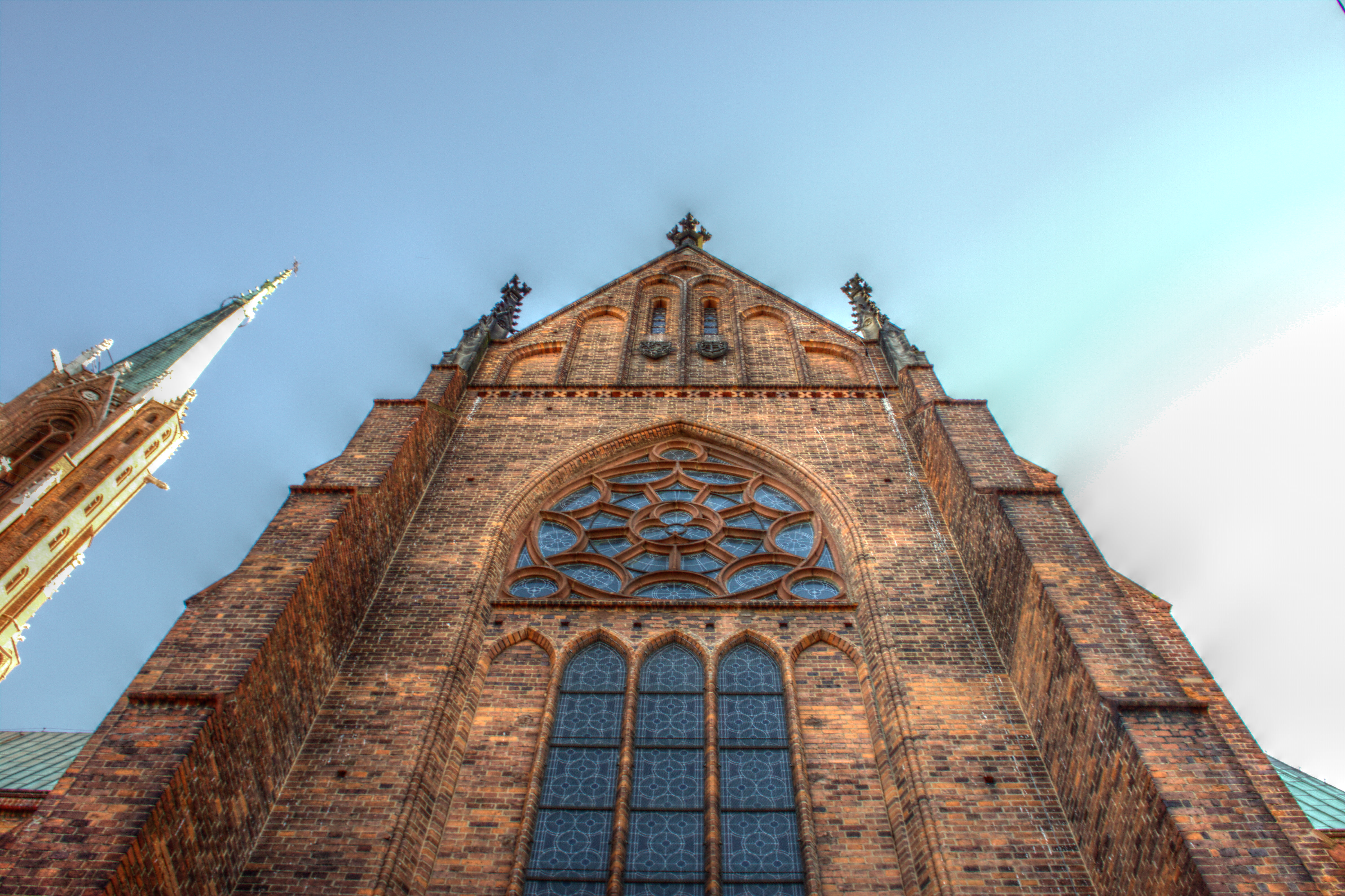
Chiesa dell'Assunzione della Beata Vergine Maria
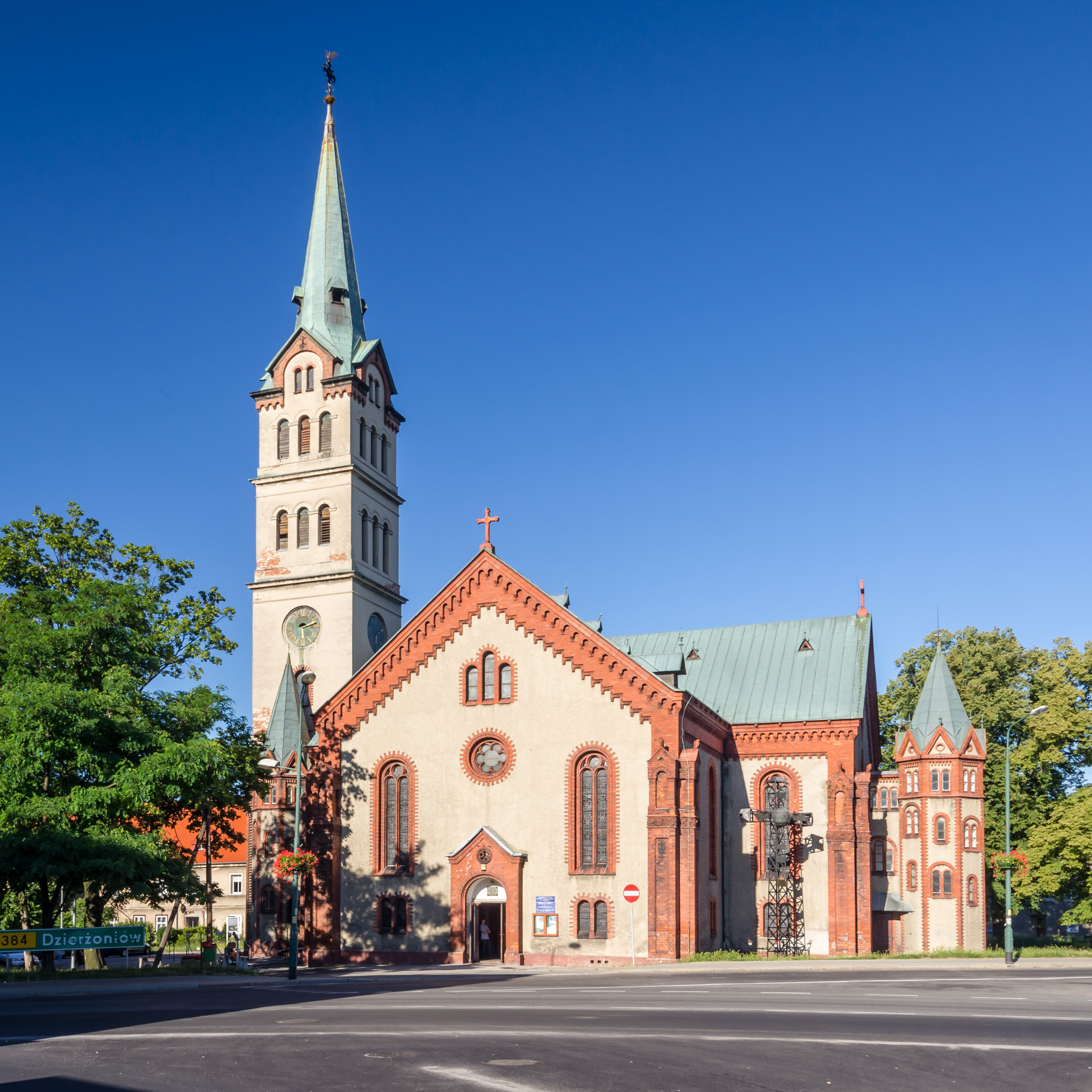
Chiesa del Corpus Domini
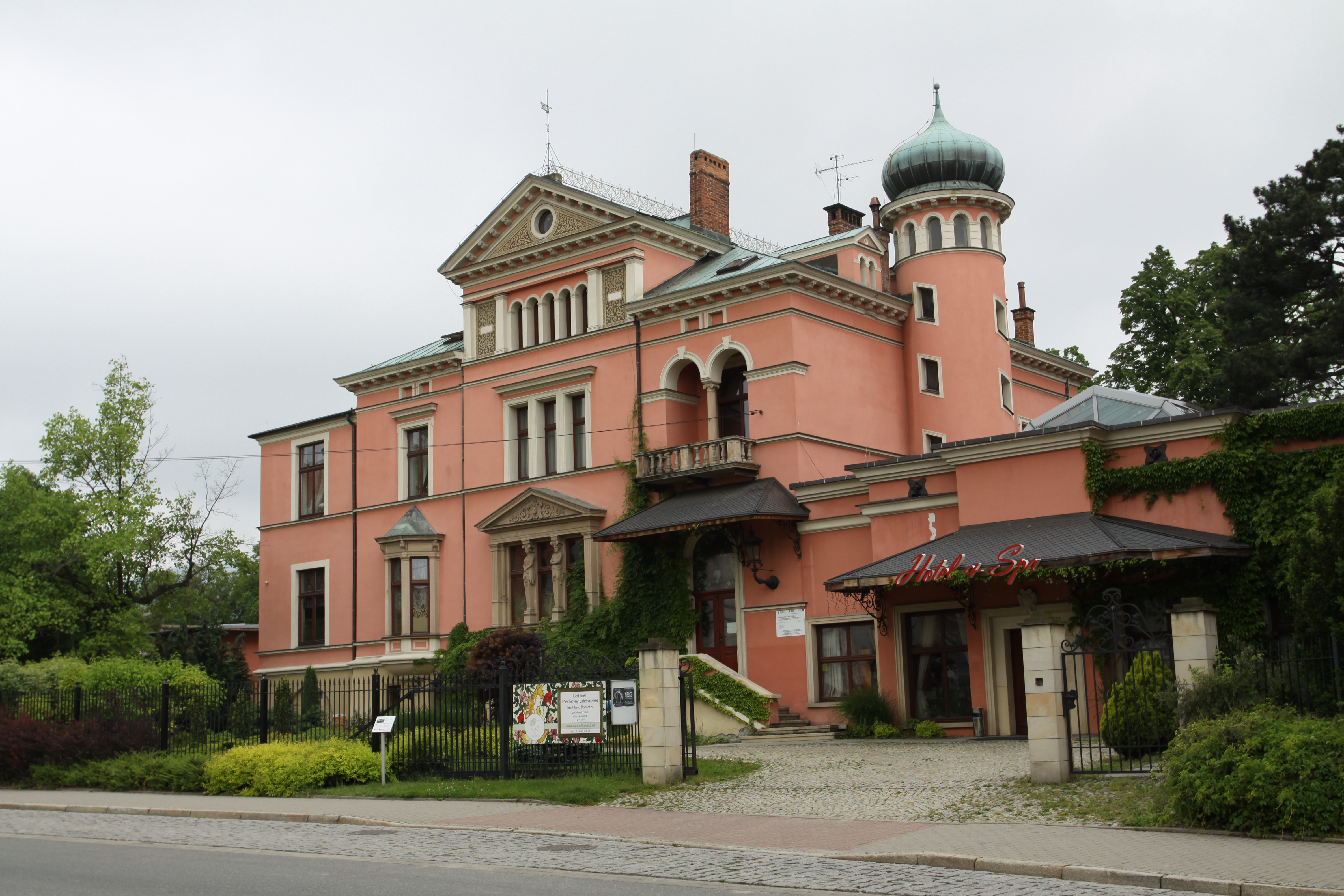
Palazzo
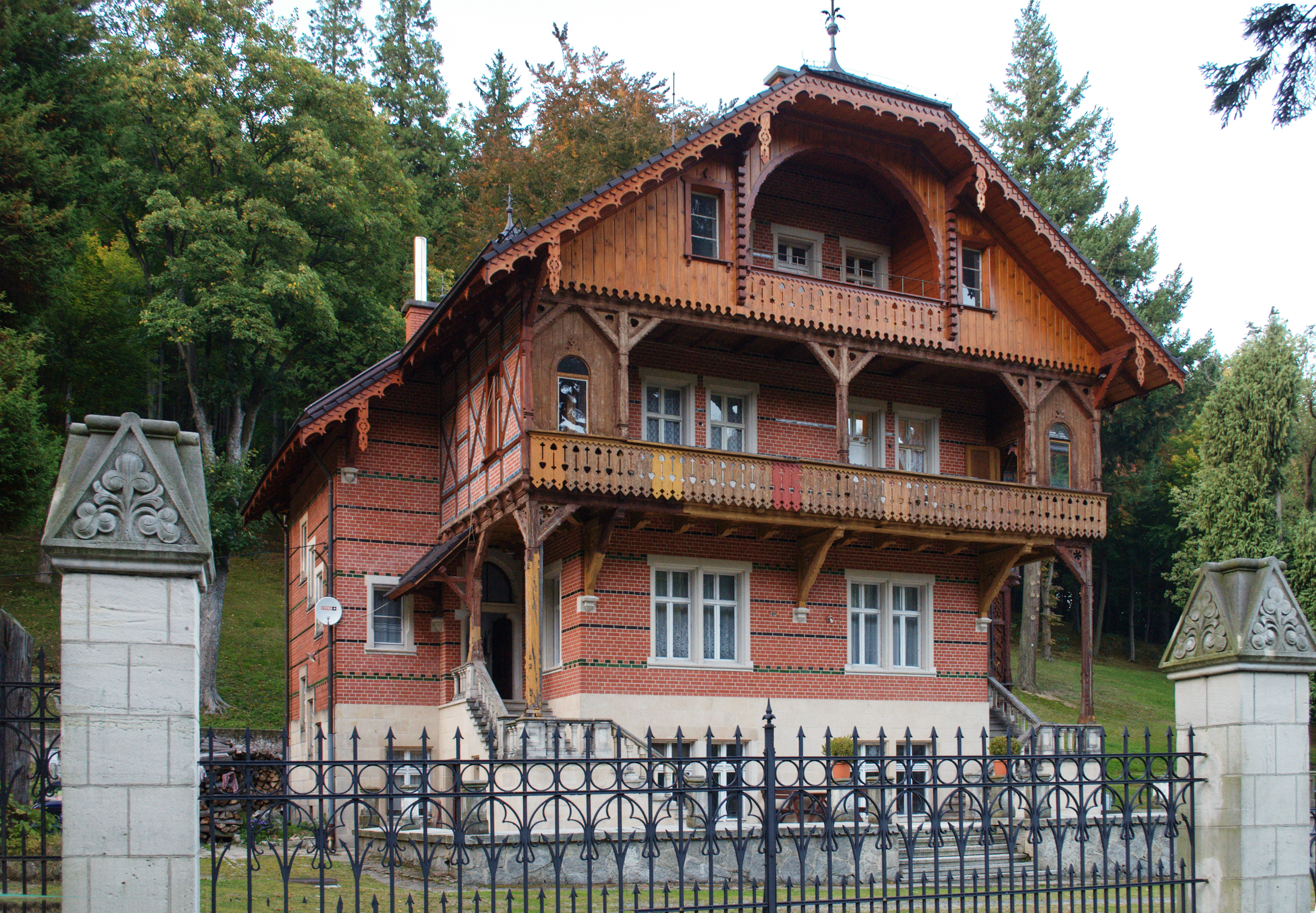
Pensione Leśny Dworek

## Sport
Il club sportivo più importante della città è Bielawianka Bielawa, un club di calcio e pallavolo.